# 切斯特 (巴伦西亚省)
切斯特，是西班牙巴伦西亚自治区巴伦西亚省的一个市镇。总面积71平方公里，总人口7002人（2001年），人口密度99人/平方公里。